# What About Now (canção de Daughtry)
"What About Now" é o sétimo single da banda americana de rock Daughtry que está no seu álbum de estreia. A música é uma balada rock, escrita por Ben Moody, David Hodges (ambos ex-membros do Evanescence) e Josh Hartzler, que é casado com Amy Lee (vocalista e líder da banda Evanescence). Esta é uma das duas canções do álbum que não foram escritas por Chris Daughtry. A canção foi anunciada como single através do website da banda. Ela foi originalmente lançada nos EUA em 1 de julho de 2008.

## Paradas musicais
| Paradas (2008)                                | Melhor posição |
| --------------------------------------------- | -------------- |
| Canadá (Canadian Hot 100)                     | 17             |
| Canadá (Billboard AC)                         | 3              |
| Canadá (Billboard CHR/Top 40)                 | 43             |
| Canadá (Billboard Hot AC)                     | 11             |
| Irlanda (IRMA)                                | 30             |
| Reino Unido (UK Singles Chart)                | 11             |
| Estados Unidos (Billboard Hot 100)            | 18             |
| Estados Unidos (Billboard Adult Contemporary) | 3              |
| Estados Unidos (Billboard Adult Top 40)       | 3              |
| Estados Unidos (Billboard Mainstream Top 40)  | 19             |

## Versão de Westlife
"What About Now" foi gravada pelo grupo irlandês Westlife para seu décimo álbum Where We Are. Foi lançado como primeiro single para o novo álbum em 25 de outubro de 2009 para download digital e em 26 de outubro de 2009 como CD.
Em 25 de outubro de 2009, o grupo apareceu no The X Factor para se apresentar e participar de uma breve entrevista no show spin-off The Xtra Factor. O grupo também se apresentou no dia seguinte no programa GMTV (Good Morning Television), com uma entrevista e webchat para seguir antes de aparecer no dia 30 de outubro no The One Show para uma entrevista. Em 27 de novembro o grupo se apresentou também no programa The Late Late Show Toy.

### Performance nas paradas
Na primeira semana do lançamento de "What About Now", o single alcançou o segundo lugar nas paradas irlandesas tomando o lugar do single de Alexandra Burke, "Bad Boys" e apenas batido por "Fight for This Love" da cantora Cheryl, que passou duas semanas na primeira posição.
| Paradas (2009)          | Posição mais alta |
| ----------------------- | ----------------- |
| Irish Singles Chart     | 2                 |
| UK Singles Chart        | 2                 |
| Slovakian Airplay Chart | 81                |
| Swedish Singles Chart   | 13                |
| Taiwan Singles Chart    | 2                 |
| Mundo (World Top 40)    | 37                |

Fonte
- acharts.us/song/51471

### Certificações
| País | Certificação |
| ---- | ------------ |
| BPI  | Prata        |

### Videoclipe
Uma amostra exclusiva de 20 segundos do videoclipe foi mostrado no dia 30 de outubro de 2009 no programa The One Show. O vídeo na íntegra foi lançado no site oficial do grupo e em canais de música no Reino Unido em 6 de novembro de 2009. O videoclipe foi gravado pelo diretor Phillip Andelman e filmado em locações na Geleira Vatnajökull na Islândia. Um vídeo muito simples, mas emocional que apenas destaca a qualidade desta grande canção. O vídeo mostra um cenário de neve com cenários diferentes e das luzes do norte, na resolução do vídeo.

### Faixas
1. "What About Now" - 4:11
2. "You Raise Me Up" (Live at Croke Park) - 5:00

### Histórico de lançamento
| Região        | Data                   | Formato                     | Gravadora       |
| ------------- | ---------------------- | --------------------------- | --------------- |
| Irlanda       | 23 de outubro de 2009  | Download Digital, CD single | RCA             |
| Reino Unido   | 25 de outubro de 2009  | Download Digital            | Syco Music, RCA |
| Reino Unido   | 26 de outubro de 2009  | CD single                   | Syco Music, RCA |
| Alemanha      | 27 de outubro de 2009  | Download Digital            | Sony Music      |
| Suécia        | 28 de outubro de 2009  | Download Digital            | Sony Music      |
| Nova Zelândia | 18 de novembro de 2009 | Download Digital            | Sony Music      |
| Hong Kong     | 26 de novembro de 2009 | Download Digital            | Sony Music      |